# Маршфийлд
Маршфилд (на английски: Marshfield) е град в щата Мисури, Съединени американски щати, административен център на окръг Уебстър. Населението му е 7344 души (по приблизителна оценка от 2017 г.).
В Маршфилд е роден астрономът Едуин Хъбъл (1889 – 1953).